# سیمئون جکسون
سیمئون جکسون (انگلیسی: Simeon Jackson؛ زادهٔ ۲۸ مارس ۱۹۸۷) بازیکن فوتبال اهل کانادا است.
از باشگاه‌هایی که در آن بازی کرده‌است می‌توان به باشگاه فوتبال بارنزلی، باشگاه فوتبال نوریچ سیتی، باشگاه فوتبال گیلینگام، باشگاه فوتبال بلکبرن روورز، باشگاه فوتبال والسال، باشگاه فوتبال سنت میرن، باشگاه فوتبال کاونتری سیتی، باشگاه فوتبال گریمزبی تاون، باشگاه فوتبال روندز تاون، باشگاه فوتبال میلوال، و باشگاه فوتبال آینتراخت برانشوایگ اشاره کرد.
وی همچنین در تیم‌های ملی فوتبال Canada men's national under-20 soccer team و کانادا بازی کرده‌است.